# تاو (جزيرة)
تاو (بالإنجليزية: ta'u)‏ هي أكبر جزيرة في مجموعة جزر مانوا والجزيرة البركانية الشرقية في ساموا الأمريكية. هذه الجزيرة هي ما تبقى من بركان نشط يبلغ ارتفاعه 931 م، وهي أعلى قمة في ساموا الأمريكية. يعود تاريخ آخر ثوران معروف إلى عام 1868. يقع أكبر مطار لمجموعة مانوا شمال شرق تاو في فيتيوتا. جنبا إلى جنب مع اوفو-اولوسيغا، فإنه يشكل منطقة مانوا من ساموا الأمريكية. مساحة الأرض 44.31 كيلومتر مربع وعدد سكانها 873 نسمة شكلت تاو مجال استقصاء مارغريت ميد حيث كتبت في 23 عام من عمرها الاطروحة المنشورة في سنة 1928 «قادم من العمر في ساموا» وتحتل حديقة أمريكان ساموا الوطنية 47 بالمئة من مساحة الجزيرة أي 21 كم مربع

## معرض الصور

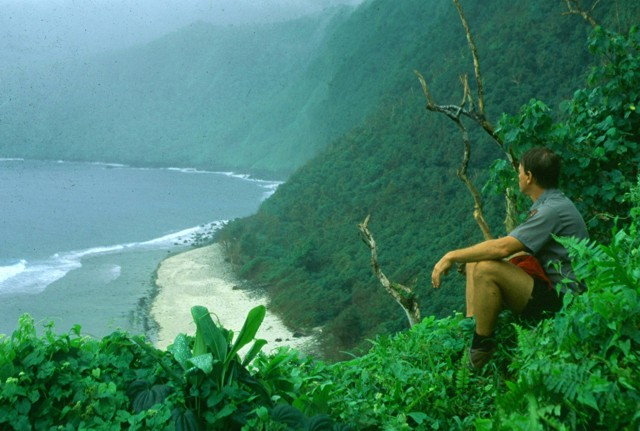
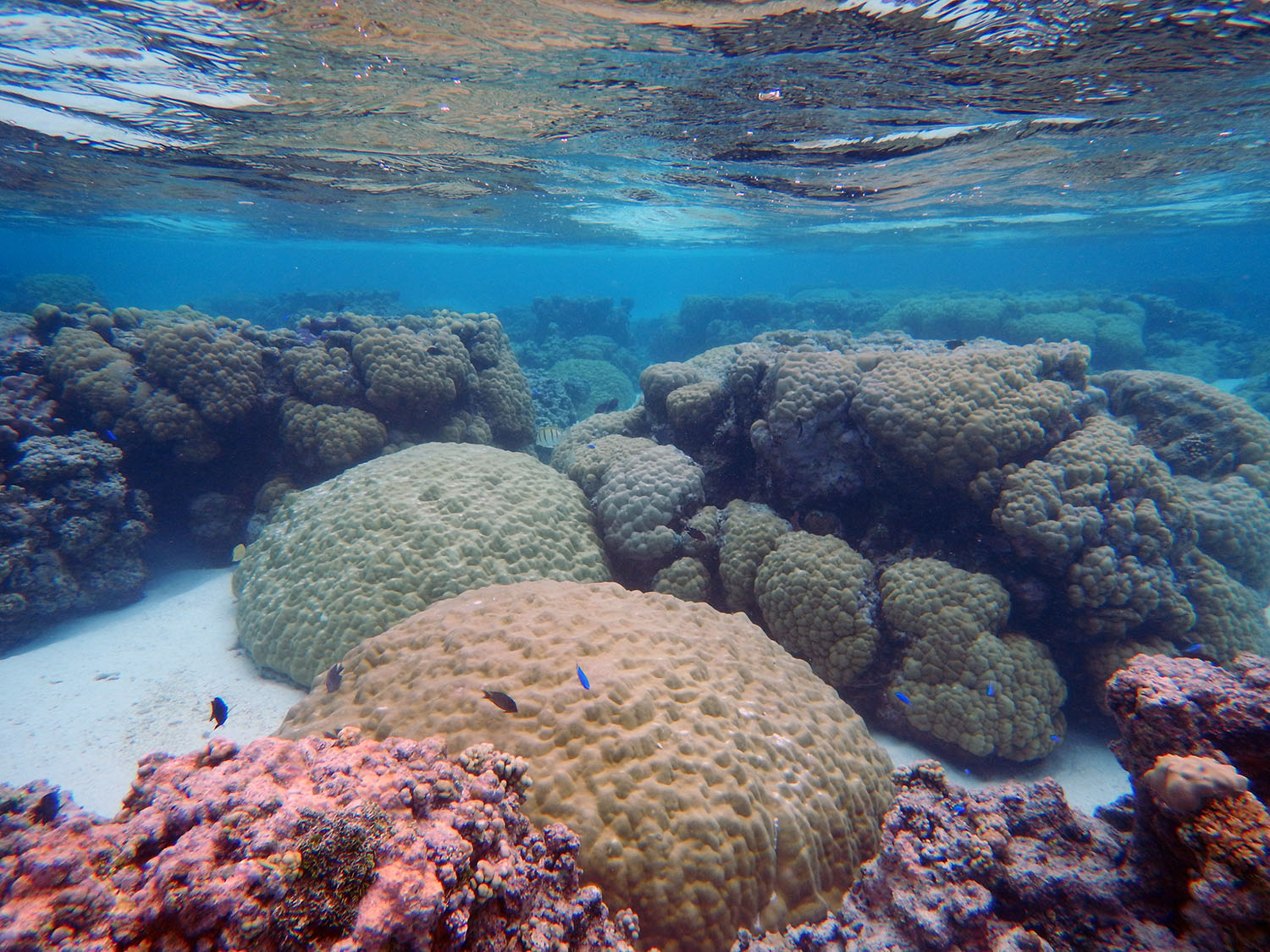
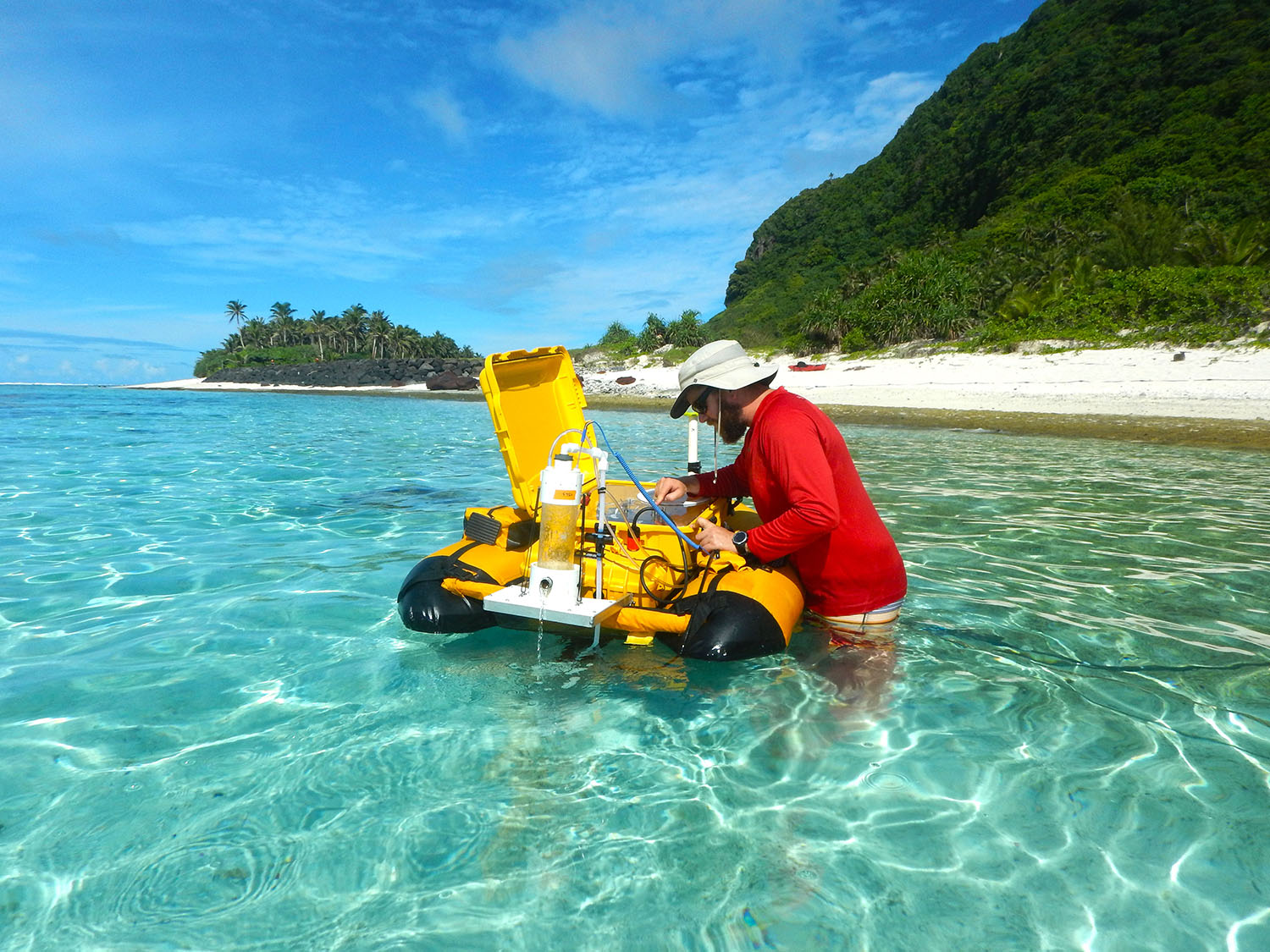

- خريطة جزر مانوا